# 590년대
590년대는 590년부터 599년까지를 가리킨다.